# Edyta Wojtczak
Halina Edyta Wojtczak-Szymańska (ur. 28 stycznia 1936 w Grójcu) – polska spikerka telewizyjna, w latach 1957–1996 spikerka Telewizji Polskiej; laureatka „Superwiktora” (1992).

## Życiorys
Przed rozpoczęciem pracy w mediach była księgową w Wydziale Uzbrojenia Dowództwa Wojsk Lotniczych. W 1959 została spikerką Telewizji Polskiej, do której trafiła na zaproszenie Ireny Dziedzic. Zapowiadała programy w obu antenach TVP, a w latach 80. – tylko w TVP1. Poza tym prowadziła i współprowadziła liczne programy, m.in. Wielokropek i niektóre wydania widowiska rozrywkowego Dobry wieczór, tu Łódź. Na początku lat 80. po zmianie zespołu i programu Studia 2 została jedną z gospodyń tego bloku. Przez wiele lat zapowiadała programy w wieczór sylwestrowy i wraz z Janem Suzinem wielokrotnie składała widzom życzenia noworoczne.
Prowadziła Krajowe Festiwale Piosenki Polskiej w Opolu i Festiwale Piosenki Radzieckiej w Zielonej Górze.
Po odejściu z TVP współtworzyła poranne pasmo w nowo powstałej stacji telewizyjnej TVN, dla której prowadziła m.in. autorski program Między kuchnią a salonem. W 1996 została prowadzącą audycję Vademecum Radia Zet. W 2005 wystąpiła w reklamie Euro Banku.

## Życie prywatne
18 grudnia 1966 poślubiła Jana Szymańskiego, który od 1981 mieszkał w Stanach Zjednoczonych (zm. 1999).

## Filmografia
- Szczęściarz Antoni – jako mecenasowa (1960)
- Wielka, większa i największa – jako spikerka TV (1962)
- Liczę na wasze grzechy – w roli o samej sobie (1963)
- Jedenaste: Nie wychylaj się (11) w Dom (serial telewizyjny) – jako ona sama (1982)
- Jeszcze słychać śpiew i rżenie koni... (1971)
- Siedem życzeń – spikerka TV (1984)
- Bez grzechu – jako spikerka TV (1987)

## Odznaczenia i wyróżnienia
- 1963 - Nagroda Komitetu do spraw Radia i Telewizji
- 1967 - Odznaka 1000-lecia Państwa Polskiego[9]
- 1969 - Odznaka „Zasłużony Działacz Kultury”
- 1969 - Warszawianka Roku[10]
- 2013 - Krzyż Kawalerski Orderu Odrodzenia Polski za „wybitne zasługi dla rozwoju telewizji publicznej, za osiągnięcia w pracy zawodowej i działalności społecznej”[1]